# Pseudocheilinus dispilus
Pseudocheilinus dispilus är en fiskart som beskrevs av Randall, 1999. Pseudocheilinus dispilus ingår i släktet Pseudocheilinus och familjen läppfiskar. IUCN kategoriserar arten globalt som otillräckligt studerad. Inga underarter finns listade i Catalogue of Life.